# Caracol (Piauí)
Caracol is een gemeente in de Braziliaanse deelstaat Piauí. De gemeente telt 10.838 inwoners (schatting 2009).